# Догбо, Айзек
Айзек Догбо (род. 26 сентября 1994) — британский боксёр-профессионал ганского происхождения, который выступает во второй легчайшей и полулёгкой весовых категориях. Чемпион мира во втором легчайшем весе по версии WBO (6 января — 8 декабря 2018; до 28 апреля считался временным чемпионом).

## Профессиональная карьера
Айзек Догбо дебютировал на профессиональном ринге 30 августа 2013 года нокаутировав венгра Чабу Тота. 6 ноября 2015 года победил техническим нокаутом своего соотечественника Джона Облити Коми и выиграл вакантный титул чемпиона по версии Западно-Африканского боксёрского союза в полулёгком весе. 26 декабря того же года одержал победу над ещё одним своим соотечественником Джорджем Крампом и выиграл вакантный титул чемпиона Африки по версии WBO. 20 февраля 2016 года провёл первую защиту титула в бою с ганским боксёром Майклом Паппо. 18 июня того же года повторно защитил титул в поединке с угандийским спортсменом Эдвард Какембо. 26 августа 2016 года провёл объединительный поединок против филиппинца Нила Джона Табанао, на кону стояли титулы чемпиона Африки по версии WBO, чемпиона Востока по той же версии и серебряного чемпиона мира WBC.
10 декабря 2016 года техническим нокаутом выиграл поединок с аргентинцем Хулианом Аристуле за вакантный титул интернационального чемпиона по версии WBO во второй легчайшей весовой категории. 22 июля 2017 года провёл защиту титула в бою с представителем той же страны Хавьером Чаконом, выиграл бой ввиду отказа соперника продолжать поединок после 6-го раунда.
6 января 2018 года победил техническим нокаутом в 5-м раунде представителя Мексики Сезара Хуареса и выиграл титул временного чемпиона мира по версии WBO.
28 апреля 2018 года провёл поединок за звание чемпиона мира по версии WBO с действующим обладателем титула, непобеждённым американским боксёром Джесси Магдалено. Бой продлился 11 раундов и завершился победой Догбо нокаутом.
25 августа 2018 года провёл первую защиту титул против японца Хиденори Отаке, победив его техническим нокаутом.
8 декабря 2018 года в Нью-Йорке (США) проиграл единогласным судейским решением мексиканцу Эмануэлю Наваррете утратив титул чемпиона мира по версии WBO.
20 ноября 2021 защитил титул NABF в поединке с пуэрто-рикаенцем Кристофером Диас-Велесом в полулёгком весе.
23 июля 2022 года в Хинкли (США) победил раздельным решением Джоэта Гонсалеса и завоевал пояс WBO International в полулёгком весе.
1 апреля 2023 года в Талсе (США) проиграл единогласным решением судей кубинцу Робейси Рамиресу в поединке за вакантный титул чемпиона мира по версии WBO в полулегком весе.
18 ноября 2023 года проиграл единогласным решением судей британцу Нику Боллу. Счёт: 118-109, 116-111 и 119-108 .

## Таблица профессиональных поединков
В таблице перечислены результаты всех поединков боксёров.
В каждой строке указан результат поединка. Дополнительно номер поединка обозначен цветом, который обозначает итог поединка. Расшифровка обозначений и цветов представлена в нижеследующей таблице.
| Пример | Расшифровка                     |
| ------ | ------------------------------- |
|        | Победа                          |
|        | Ничья                           |
|        | Поражение                       |
|        | Планируемый поединок            |
|        | Поединок признан несостоявшимся |
| КО     | Нокаут                          |
| ТКО    | Технический нокаут              |
| PTS    | Решение судей (по очкам)        |
| UD     | Единогласное решение судей      |
| MD     | Решение большинства судей       |
| SD     | Раздельное решение судей        |
| RTD    | Отказ от продолжения боя        |
| DQ     | Дисквалификация                 |
| NC     | Поединок признан несостоявшимся |

| 28 поединков, 24 побед (15 нокаутом), 4 поражения. | 28 поединков, 24 побед (15 нокаутом), 4 поражения. | 28 поединков, 24 побед (15 нокаутом), 4 поражения. | 28 поединков, 24 побед (15 нокаутом), 4 поражения. | 28 поединков, 24 побед (15 нокаутом), 4 поражения.   | 28 поединков, 24 побед (15 нокаутом), 4 поражения. | 28 поединков, 24 побед (15 нокаутом), 4 поражения.                                                                                             |
| Бой                                                | Рекорд                                             | Дата                                               | Соперник                                           | Место боя                                            | Результат                                          | Данные о бое |
| -------------------------------------------------- | -------------------------------------------------- | -------------------------------------------------- | -------------------------------------------------- | ---------------------------------------------------- | -------------------------------------------------- | --- |
| 28                                                 | 24-4                                               | 18 ноября 2023                                     | Ник Болл (18-0)                                    | Манчестер Арена, Манчестер, Великобритания           | UD 12                                              | Бой за титул WBC Silver в полулёгком весе. Догбо в нокдауне в 4-м раунде. Счет судей: 108-119, 111-116, 109-118.                               |
| 27                                                 | 24-3                                               | 1 апреля 2023                                      | Робейси Рамирес (11-1)                             | Hard Rock Hotel & Casino, Талса, Оклахома, США       | UD 12                                              | Бой за вакантный титул чемпиона мира по версии WBO в полулёгком весе. Счет судей: 109-118, 108-119, 110-117.                                   |
| 26                                                 | 24-2                                               | 23 июля 2022                                       | Джо Гонсалес (25-2)                                | Grand Casino, Хинкли, Миннесота, США                 | SD 10                                              | Бой за титул WBO International в полулёгком весе. Счет судей: 94-96, 96-94 (дважды).                                                           |
| 25                                                 | 23-2                                               | 20 ноября 2021                                     | Кристофер Диас-Велес (26-3)                        | Mandalay Bay Resort & Casino, Лас-Вегас, Невада, США | MD 10                                              | Защитил титул NABF в полулёгком весе. Счет судей: 96-94, 95-95, 97-93.                                                                         |
| 24                                                 | 22-2                                               | 19 июня 2021                                       | Адам Лопес (15-2)                                  | Virgin Hotels Las Vegas, Лас-Вегас, Невада, США      | MD 10                                              | Завоевал титул NABF в полулёгком весе. Счет судей: 97-93, 95-95, 96-94.                                                                        |
| 23                                                 | 21-2                                               | 21 июля 2020                                       | Крис Авалос (27-7)                                 | MGM Grand Las Vegas, Лас-Вегас, Невада, США          | TKO 8 (8), 2:25                                    | Счет судей в момент остановки боя: 69-63 (трижды).                                                                                             |
| 22                                                 | 20-2                                               | 11 мая 2019                                        | Эмануэль Наваррете (2) (26-1)                      | Convention Center, Тусон, Аризона, США               | TKO 12 (12), 2:02                                  | Бой за титул чемпиона мира по версии WBO (1-я защита Наваррете) во 2-м легчайший весе.                                                         |
| 21                                                 | 20-1                                               | 8 декабря 2018                                     | Эмануэль Наваррете (26-1)                          | Мэдисон-сквер-гарден, Нью-Йорк, США                  | UD 12                                              | Бой за титул чемпиона мира по версии WBO (2-я защита Догбо) во 2-м легчайший весе.                                                             |
| 20                                                 | 20-0                                               | 25 августа 2018                                    | Хиденори Отаке (31-2-3)                            | Desert Diamond Arena, Глендейл, Аризона, США         | TKO 1 (12), 2:18                                   | Бой за титул чемпиона мира по версии WBO (1-я защита Догбо) во 2-м легчайший весе.                                                             |
| 19                                                 | 19-0                                               | 28 апреля 2018                                     | Джесси Магдалено (25-0)                            | Liacouras Center, Филадельфия, Пенсильвания, США     | KO 11 (12), 1:38                                   | Бой за титул чемпиона мира по версии WBO (2-я защита Магдалено) во 2-м легчайший весе. Счет судей в момент остановки боя: 95-93, 96-91, 97-91. |
| 18                                                 | 18-0                                               | 6 января 2018                                      | Сесар Хуарес (20-5)                                | Bukom Boxing Arena, Аккра, Гана                      | TKO 5 (12), 2:12                                   | Бой за титул временного чемпиона мира по версии WBO во 2-м легчайший весе.                                                                     |
| 17                                                 | 17-0                                               | 22 июля 2017                                       | Хавьер Николас Чакон (25-3-1)                      | Bukom Boxing Arena, Аккра, Гана                      | RTD 6 (12), 3:00                                   | Бой за титул WBO International (1-я защита Догбо) во 2-м легчайший весе.                                                                       |
| 16                                                 | 16-0                                               | 10 декабря 2016                                    | Хулиан Аристуле (32-6)                             | Спарк Арена, Окленд, Новая Зеландия                  | TKO 7 (10), 3:00                                   | Бой за вакантный титул WBO International во 2-м легчайший весе.                                                                                |
| 15                                                 | 15-0                                               | 26 августа 2016                                    | Нил Джон Табанао (13-1)                            | Police Fitness and Social Centre, Аккра, Гана        | UD 12                                              | Бой за вакантный титул WBC Youth Silver, титулы WBO Africa и WBO Oriental в полулёгком весе.                                                   |
| Бой                                                | Рекорд                                             | Дата                                               | Соперник                                           | Место боя                                            | Результат                                          | Данные о бое |